# Hal Roach
Hal Roach (właśc. Harold Eugene Roach; ur. 14 stycznia 1892 w Elmirze, zm. 2 listopada 1992 w Los Angeles) – amerykański producent, reżyser filmowy i scenarzysta.
W 1912 rozpoczął pracę w przemyśle filmowym. Początkowo pracował w westernach jako kaskader i statysta. Po uzyskaniu spadku w 1915 zajął się produkcją filmową. Skupiał się na komediach krótkometrażowych. W latach 30. zajął się produkcją pełnometrażowych filmów fabularnych. Współpracował m.in. z Stanem Laurelem, Oliverem Hardym, ZaSu Pitts i Haroldem Lloydem. Łącznie wyprodukował około 2 tys. filmów fabularnych.
Podczas II wojny światowej produkował filmy propagandowe i szkoleniowe. Po wojnie zajmował się produkcją telewizyjną.
Wyreżyserował m.in. The Music Box (1931), Bored of Education (1936), Way Out West (1937), Myszy i ludzie (1939). The Music Box i Bored of Education zostały nagrodzone Oscarami.
W 1983 otrzymał Oscara za całokształt twórczości.